# Високе (Брусилівська селищна громада)
Висо́ке — село в Україні, у Брусилівській селищній територіальній громаді Житомирського району Житомирської області. Кількість населення становить 431 особу (2001).

## Загальна інформація
Загальна площа — 210 га. Село розташоване за 10 км на північ від Брусилова, за 1 км від автошляху М06 (Київ — Чоп). У селі є будинок культури, церква. Працює сільськогосподарське підприємство ТОВ «Агросвіт».

## Населення
У другій половині 19 століття, за Географічним словником Королівства Польського, у селі налічувався 291 мешканець. За довідником 1885 року в селі мешкало 735 осіб, налічувалося 90 дворових господарств, наприкінці 19 століття — 1 066 осіб, з них 550 чоловіків та 516 жінок, дворів — 288.
Відповідно до результатів перепису населення Російської імперії 1897 року, загальна кількість мешканців села становила 1 074 особи, з них: православних — 1 071, чоловіків — 537, жінок — 537.
Відповідно до перепису населення СРСР, станом на 17 грудня 1926 року, чисельність населення становила 1 259 осіб, з них, за статтю: чоловіків — 600, жінок — 659; етнічний склад: українців — 1 246, росіян — 3, євреїв — 2, поляків — 2, інші — 6. Кількість господарств — 306, з них неселянського типу — 26.
Відповідно до результатів перепису населення СРСР, кількість населення, станом на 12 січня 1989 року, становила 472 особи. Станом на 5 грудня 2001 року, відповідно до перепису населення України, кількість мешканців села становила 431 особу.

### Мова
Розподіл населення за рідною мовою за даними перепису 2001 року:
| Мова       | Кількість | Відсоток |
| ---------- | --------- | -------- |
| українська | 423       | 98.14 %  |
| російська  | 8         | 1.86 %   |
| Усього     | 431       | 100 %    |

## Історія
Одна з перших згадок про село датована 1741 роком. Згадується у люстрації Київського воєводства 1754 року як село, що було у посесії Ґінтофтів, які сплачували з 53 дворів 8 злотих і 17 грошів до замку та 34 злотих і 8 грошів до скарбу.
За довідником 1885 року — колишнє власницьке сільце Ставицької волості Радомисльського повіту Київської губернії. Розміщувалося при рівчаку.
У другій половині 19 століття — село у Брусилівській волості (у 1 стані) Радомисльського повіту Київської губернії, за 25 верст від Радомисля. Входило до православної парафії у Ставищі, фактично було частиною цього села.
Наприкінці 19 століття — селянське сільце Брусилівської волості Радомисльського повіту Київської губернії. Відстань до повітового центру, м. Радомисль — 25 верст, до волосного центру, містечка Брусилів, де розміщувалися також телеграфна і поштова земська станції — 10 верст, до найближчої залізничної станції у Фастові — 43 версти, до пароплавної станції у Києві — 72 версти, до поштової казенної станції у Ставищі — 5 верст. Основним заняттям мешканців було хліборобство, також селяни підробляли в Києві. У селі числилося 2 673 десятини землі, що належала селянському товариству с. Нежиловичі. Господарювали самі селяни, застосовували трипільну сівозміну. В селі були школа, водяний млин, запасна хлібна комора. Пожежна команда складалася з чотирьох бочок.
У 1923 році включене до складу новоствореної Височанської сільської ради, яка 7 березня 1923 року увійшла до складу новоутвореного Ставищенського району Малинської округи; адміністративний центр ради. 13 березня 1925 року, відповідно до постанови ВУЦВК «Про точний розподіл території зліквідованої Малинської округи на Київщині між Київщиною й Волинню», село, в складі сільської ради, передане до Брусилівського району Білоцерківської округи. 11 серпня 1954 року, відповідно до указу Президії Верховної ради Української РСР «Про укрупнення сільських рад по Житомирській області», Височанську сільську раду ліквідовано, с. Високе підпорядковане Ставищенській сільській раді Брусилівського району. 30 грудня 1962 року, в складі сільської ради, передане до Коростишівського району Житомирської області, 4 травня 1990 року — до складу відновленого Брусилівського району.
12 червня 2020 року, відповідно до розпорядження Кабінету Міністрів України № 711-р «Про визначення адміністративних центрів та затвердження територій територіальних громад Житомирської області», територію та населені пункти Ставищенської сільської ради включено до складу Брусилівської селищної територіальної громади Житомирського району Житомирської області.

## Відомі люди
- Михайло Павлович Лисиця (1921—2012) — доктор фізико-математичних наук.